# Puntius muvattupuzhaensis
Puntius muvattupuzhaensis är en fiskart som beskrevs av Jameela Beevi och Ramachandran 2005. Puntius muvattupuzhaensis ingår i släktet Puntius och familjen karpfiskar. IUCN kategoriserar arten globalt som otillräckligt studerad. Inga underarter finns listade i Catalogue of Life.